# The Real Kids (álbum)
The Real Kids es el primer álbum del grupo de rock y punk estadounidense The Real Kids, editado en 1977 por la discográfica Norton CD. Entre las canciones de John Felice se destacan "All Girls Kindsa", "Taxi Boys", "Libro de mi bebé" y "Better Be Good", junto con espíritu portadas de Buddy Holly y Eddie Cochran cosas sólo para dar que el cuadro grande.

## Lista de canciones
| N.º | Título             | Escritor(es)                          | Duración |  |
| 1.  | «All Kindsa Girls» | John Felice                           | 3:37     |  |
| 2.  | «Solid Gold»       | John Felice                           | 2:00     |  |
| 3.  | «Rave on»          | Norman Petty Bill Tilghman Sonny West | 1:44     |  |
| 4.  | «Better be Good»   | John Felice                           | 4:12     |  |
| 5.  | «Taxi Boys»        | John Felice                           | 1:47     |  |
| 6.  | «Just Like Darts»  | John Felice                           | 4:39     |  |
| 7.  | «She's Alright»    | John Felice                           | 1:44     |  |
| 8.  | «My Baby's Book»   | John Felice                           | 2:59     |  |
| 9.  | «Roberta»          | Huey "Piano" Smith John Vincent       | 2:37     |  |
| 10. | «Do the Boob»      | John Felice                           | 2:16     |  |
| 11. | «My Way»           | Eddie Cochran                         | 1:57     |  |
| 12. | «Reggae, Reggae»   | John Felice                           | 5:01     |  |

## Músicos
- John Felice: voz
- Allen "Alpo" Paulino: bajo
- Billy Borgioli: guitarra
- Howie Ferguson: batería